# 2754 Efimov
Efimov (asteróide 2754) é um asteróide da cintura principal, a 1,7109874 UA. Possui uma excentricidade de 0,2320283 e um período orbital de 1 214,63 dias (3,33 anos).
Efimov tem uma velocidade orbital média de 19,95455049 km/s e uma inclinação de 5,71288º.
Este asteróide foi descoberto em 13 de Agosto de 1966 por Tamara Smirnova.